# VF Corporation
VF Corporation ist eine börsennotierte US-amerikanische Bekleidungsfirma mit Firmensitz in Denver, Colorado. VF Corporation ist eine der größten Bekleidungsfirmen der Welt und Marktführer bei Wäsche, Arbeitsbekleidung und Rucksäcken. Der Europahauptsitz der Firma ist in Stabio, Schweiz.

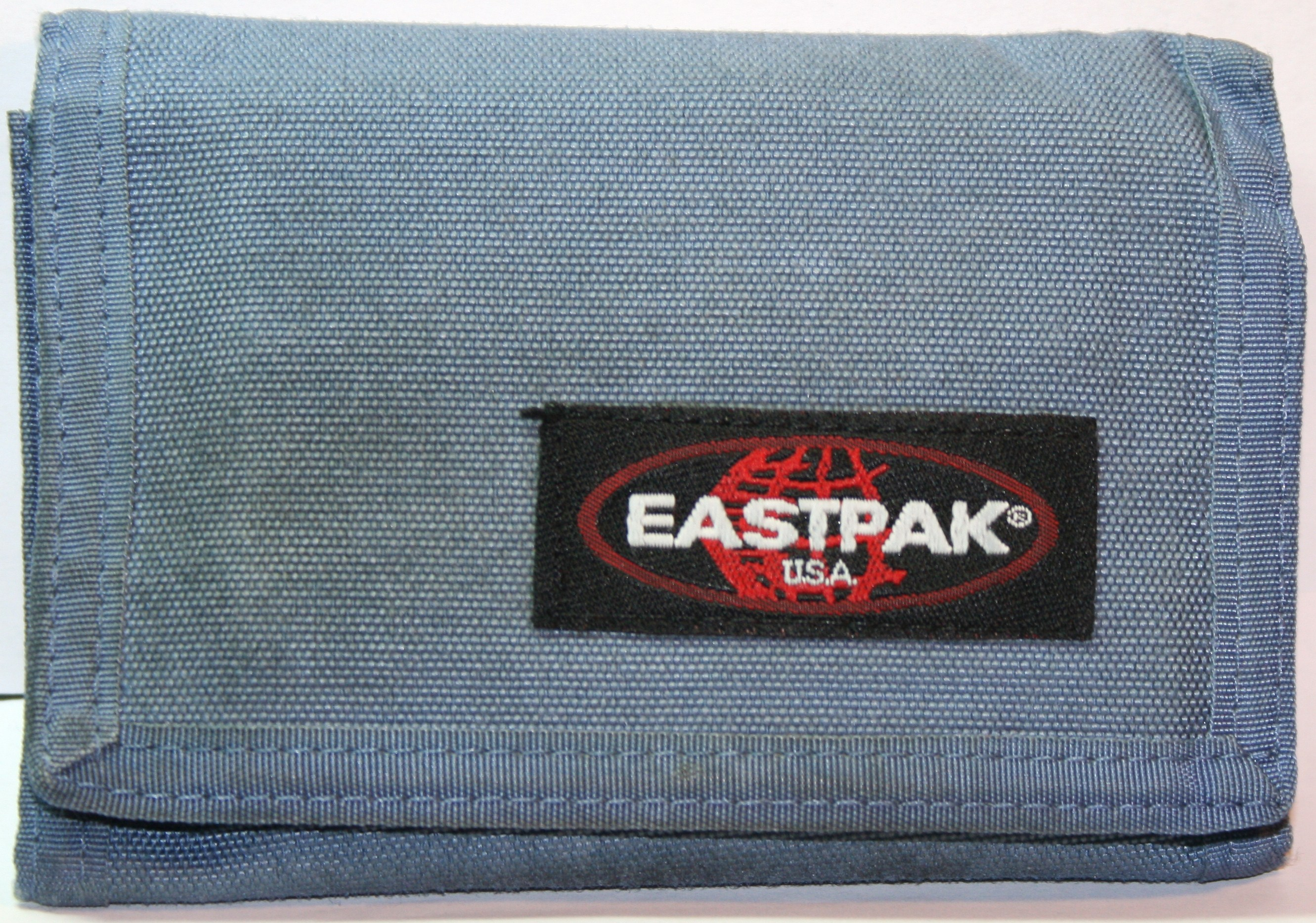
Eastpak-Portemonnaie

## Geschichte
Das Unternehmen wurde von John Barbey, einem Bankier, und einer Investorengruppe im Oktober 1899 nach der Stadt Reading (Berks County, Pennsylvania) als Reading Glove and Mitten Manufacturing Company in Wyomissing, Pennsylvania gegründet. Es stellte Handschuhe, unter anderem aus Seide, her. Zu Beginn standen 11.000 US-Dollar und 100 Quadratmeter zur Verfügung. Im Jahr 1911 bezahlte Barbey die übrigen sieben Teilhaber aus. 1913 änderte er den Firmennamen in Schuylkill Silk Mills. Die 1914 ins Leben gerufene Wäsche-Sparte wurde 1917 für feine Damen-Unterwäsche in Vanity Fair getauft. 1919 nannte sich das Unternehmen in Vanity Fair Silk Mills, Inc. um. In den 1920er Jahren folgte ein rasantes Wachstum, und auch die Weltwirtschaftskrise konnte dem Unternehmen nichts anhaben. Im Laufe der Zeit wurden erfolgreich neue Materialien wie Viskose (ab 1930), Nylon (ab 1940) oder Lycra (ab 1960) verarbeitet. 1951 ging Vanity Fair Mills, wie die Firma inzwischen hieß, an die Börse. 1969 kaufte das Unternehmen unter dem neuen Namen VF Corporation (VFC) den Strumpfhersteller Berkshire International und die 1889 gegründete H.D. Lee Mercantile Company (jetzt Lee Jeans) aus Kansas City (Kansas). Über den Kauf der Blue Bell Holding Company kamen 1986 die Marken Wrangler und Rustler (Jeans), Jantzen and JanSport sowie Red Kap (Berufsbekleidung) zum Portfolio hinzu. 1998 wurden verschiedene Wäsche-Marken akquiriert und die Firmenzentrale von Wyomissing, Pennsylvania, nach Greensboro (North Carolina) verlegt. Im Jahr 2000 erfolgte die Übernahme von Eastpak (Gepäck), Chic, H.I.S. und Gitano (Jeans) sowie die damals der Insolvenz nahen The North Face, Inc. (Outdoor-Kleidung). 2003 kaufte VF Corporation den Sportswear-Hersteller Nautica, zu dem auch die Contemporary-Marke John Varvatos gehörte. Letztere wurde 2012 von VFC an eine britische Beteiligungsgesellschaft weiterverkauft. 2004 kam das italienische Sportswear-Label Napapijri hinzu. Mit dem Sport- und Fanbekleidungshersteller Majestic Athletic sowie dem Jeanshersteller 7 for all mankind und dem Damen-Sportbekleidungsmarke lucy wurde das Sortiment 2007 erweitert. 2009 hatte der Bereich Outdoor mit 38 Prozent erstmals den größten Anteil am Umsatz. Mitte 2011 ließ die VF Corporation verlauten, dass sie den Outdoor-Spezialisten Timberland für 2 Mrd. Dollar kaufen werde. Das Unternehmen eröffnete in den USA unter dem Namen vf Outlet um die 70 Outlets, meist in größeren Factory-Outlet-Centern, in denen konzerneigene Marken preisreduziert zum Verkauf angeboten werden. Im Oktober 2017 übernahm VF die Williamson-Dickie Manufacturing Company.
Im Jahr 2018 wurde Icebreaker übernommen.
Im Jahr 2018 verlegte das Unternehmen abermals seinen Hauptsitz und zog von Greensboro nach Denver, Colorado.
Im Mai 2019 wurden die Sparten Jeans und VF Outlet in einem Spin-off in die eigenständige Firma Kontoor Brands ausgegliedert.
Im November 2020 kündigte VF Corporation die vollständige Übernahme der Skateboard und Bekleidungsmarke Supreme an.
Im Jahr 2020 übernahm VF Supreme für 2,1 Milliarden US-Dollar.
Am 28. April 2021 wurde bekannt, dass der Großteil der Berufskleidungsabteilung an eine Tochter von Redwood Capital Investments, LLC. verkauft wird. Nur die Marken Dickies und Timberland PRO bleiben im Besitz von VF Corporation.

## Kritik
Im März 2013 wurden bei einer Fabrik in Bangladesch, die auch für die VF Corporation Kleider produziert, sieben gegen eine illegale Massenentlassung protestierende Gewerkschafter – darunter eine schwangere Frau – mithilfe von Eisenrohren und mit Nägeln besetzten Schlagstöcken verletzt sowie Mitarbeiter der Clean Clothes Campaign verhaftet, die die protestierenden Mitarbeiter vor Ort besucht hatten. Die Fabrik ist für ihr gutes Verhältnis zur lokalen Polizei und ihr brutales Vorgehen gegen Kritiker bekannt.

## Markenrechte
Outdoor
- Altra
- Icebreaker
- Smartwool
- The North Face
- Timberland

Work
- Dickies

Active
- Eagle Creek
- Eastpak
- JanSport
- Kipling
- Napapijri
- Supreme
- Vans

### Ehemalige Marken
Work
- Bulwark Protection
- Horace Small
- Kodiak
- Red Kap
- Terra
- VF Solutions
- Walls

Jeans
- Wrangler
- Lee
- Rock & Republic

Die Wäsche-Sparte (intimate apparel)
- Belcor
- Bestform
- Bolero
- Curvation
- Gemma
- Intima Cherry
- Lily of France
- Lou
- Vanity Fair
- Variance
- Vassarette